# Kowayna
Kowayna est un village situé dans la région de Gabu (Guinée-Bissau). 
Aladji Boubacar Diallo y établit sa zaouia avant d'y construire une mosquée à l'endroit même qui lui servait de retraite spirituelle. Le saint homme y est enterré non loin de ladite mosquée qui chaque vendredi regroupe les fidèles de Kowayna et des villages environnants.

## Personnalités liées à la ville
- Aladji Boubacar Diallo, Guide religieux de la communauté des Tidjanes; son mausolée y reçoit la visite de disciples venus du Sénégal, de la Guinée voisine  et d'autres contrées.